# 우리들의 여행스케치
우리들의 여행스케치는 OBS 라디오에서 매일 밤 8시에 방송된 프로그램이다.

## 역사
2025년 4월 20일 봄 개편으로 인해 음악공작소 후속으로 편성되었다.

## DJ
- 남준봉 (여행스케치 멤버, 평일 진행)
- 최지해 (OBS경인TV 아나운서, 주말 진행)

## 역대 방송시간
| 방송 채널  | 방송 기간              | 방송 시간               |
| ---------- | ---------------------- | ----------------------- |
| OBS 라디오 | 2025년 4월 21일 ~ 현재 | 매일 밤 8:00 ~ 밤 10:00 |